# Odrzut broni

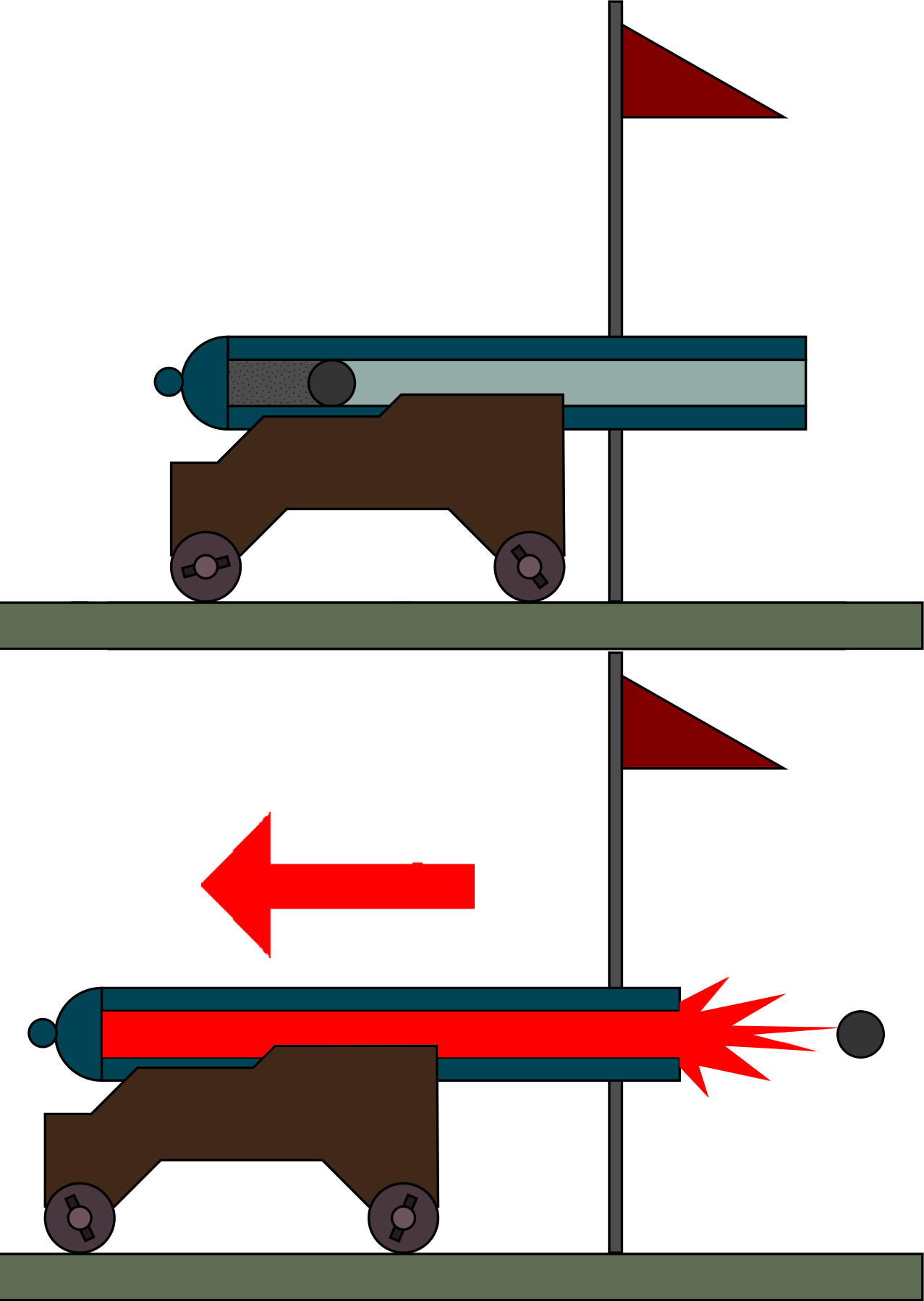
Odrzut broni

Odrzut broni – ruch broni palnej (lub lufy z częściami do niej zamocowanymi) w kierunku przeciwnym do ruchu wystrzelonego pocisku, wywołany samym jego wystrzeleniem (zgodnie z zasadą zachowania pędu) oraz dodatkowo strumieniem gazów prochowych opuszczających lufę. 
Z zasady zachowania pędu wynika, że prędkość niepodpartej broni po wystrzale wynosi:
{\displaystyle {\vec {v}}_{broni}=-{\vec {v}}_{pocisku}{\frac {m_{pocisku}}{m_{broni}}}}
Sprężone gazy wydostające się z lufy po wyjściu pocisku także działają na broń. Odwrócenie kierunku wylotu tych gazów można wykorzystać do zmniejszenia energii odrzutu – służy do tego hamulec wylotowy, zmniejszający oddziaływanie broni na strzelca lub otoczenie (w artylerii lufowej). W związku z faktem, że energia odrzutu lufy lub zamka swobodnego wykorzystywana jest do automatycznego przeładowania broni, niekiedy potrzebne jest dodatkowe zwiększenie energii odrzutu – służy do tego odrzutnik.
Wektor siły działającej na broń jest zwrócony przeciwnie do wektora siły działającej na pocisk, czyli w osi lufy. Jeżeli broń jest podparta kolbą poniżej osi lufy, występują dwie zwrócone przeciwnie, a przesunięte w pionie siły, które powodują przyspieszenie kątowe broni znane jako podrzut. Odpowiednio skonstruowany hamulec wylotowy może kierować część gazów z wyjścia lufy w górę, tym samym zmniejszać podrzut (osłabiacz podrzutu).
Ogólnie, prędkość odrzutu broni rośnie od zera (w momencie rozpoczęcia ruchu pocisku w lufie) do wartości maksymalnej osiąganej po opuszczeniu lufy przez pocisk. Wartość maksymalna odrzutu jest zależna od masy (im większa tym mniejszy) i konstrukcji broni oraz od właściwości balistycznych naboju (naboje z pociskami o dużym pędzie dają duży odrzut). W celach obliczeniowych stosuje się pojęcie odrzutu swobodnego broni, którego miarą jest energia odrzutu.